# Delta Ursae Minoris
Désignations
Delta Ursae Minoris (δ UMi / δ Ursae Minoris) dans la Désignation de Bayer  est une étoile de la constellation de la Petite Ourse. Delta Ursae Minoris est une étoile blanche de la séquence principale avec une magnitude apparente de +4,35. Elle est à environ 183 années-lumière de la Terre.

## Nomenclature
Yildun est le nom approuvé par l’Union astronomique internationale (UAI). C'est le résultat d’un parcours tortueux. Au départ, Thomas Hyde écrit dans les Commentari de sa traduction du زيجِ سلطانی Zīğ-i Sulṭānī ou « Tables sultaniennes » d’Uluġ Bēg (1437), que l’étoile située in extremo Caudae, soit « à l’extrémité de la Queue », est nommé par les Arabes « كوكب شمالي ‘Cawkab Shemâli’, i.e. Stella borealis » et par les Turcs «يلدز شمالي ‘Yilduz’ , i.e. Stella ». L'astronome palermitain Giuseppe Piazzi (1814) se saisit du terme Yilduz, dont il fait Yildun pour l’affecter, probablement par erreur typographique à δ UMi, et il est repris par Richard Hinckley Allen (1899),,.